# Aloconota sulcifrons
Aloconota sulcifrons är en skalbaggsart som först beskrevs av Stephens 1832.  Aloconota sulcifrons ingår i släktet Aloconota och familjen kortvingar. Arten är reproducerande i Sverige. Inga underarter finns listade i Catalogue of Life.